# Sjundeå hjältegravar
Sjundeå hjältegravsområdet (finska: Siuntion sankarihaudat) är en militärgravplats för stupade i vinterkriget och fortsättningskriget. Begravningsplatsen ligger i Sjundeå kyrkoby i Finland. Hjältegravsområdet invigdes på De stupades dag den 15 maj 1949 och där finns 81 hjältegravar. Området ligger på Sjundeå begravningsplats område nummer VIII. Hjältegravarna sköts av Sjundeå kyrkliga samfällighet.

## Gravminnesmärken

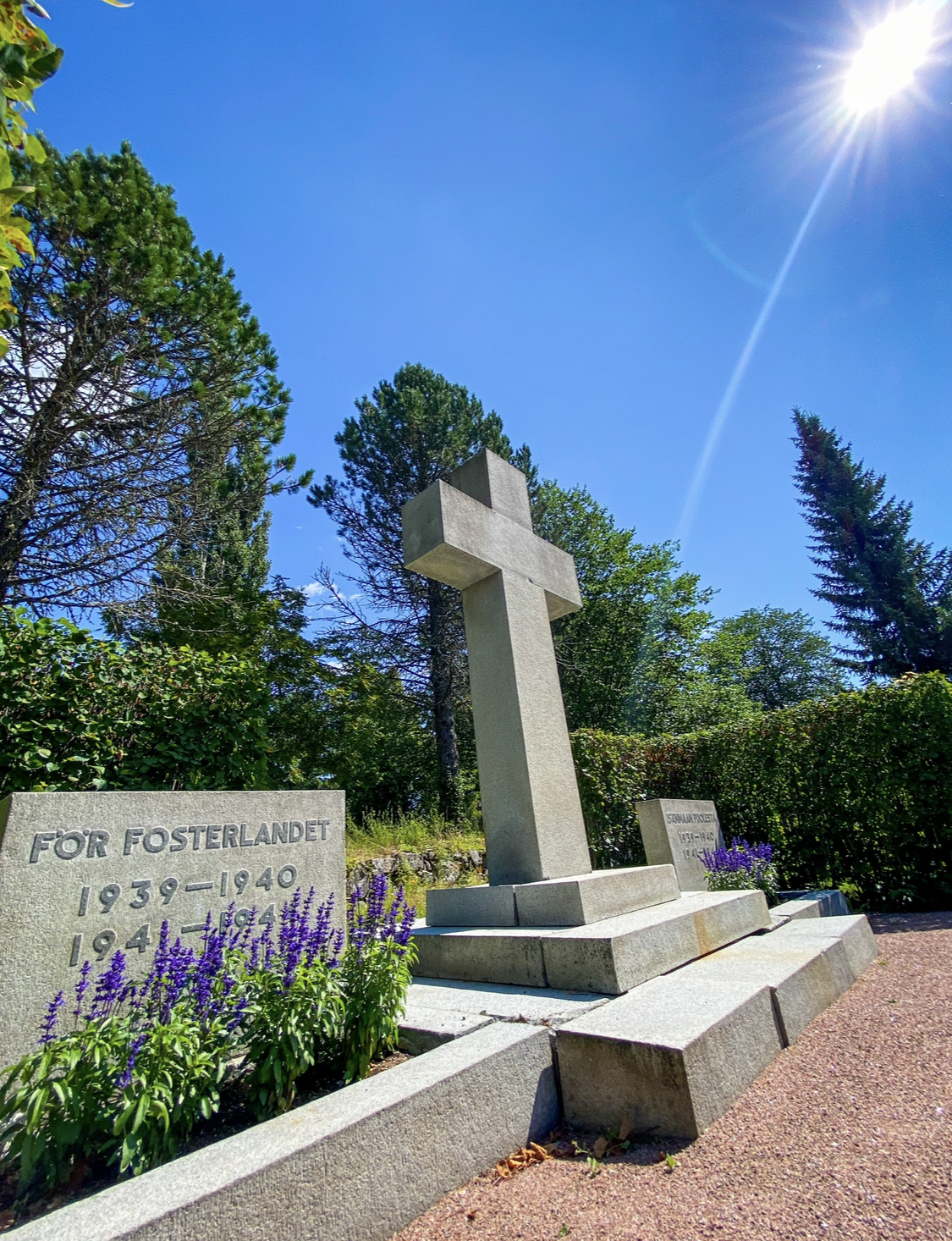
Hjältegravmonumentet.

Gravminnesmärken gjordes av skulptörer Toni och Uno Luoma från Lojo stenhuggeri enligt arkitekten A. W. Racnkens ritningar. Minnesmärket är ett stort kors med två mindre stenar på var sida om korset. På stenarna har inhuggits texten "För fosterlandet" och "Isänmaan puolesta" (samma text på svenska och på finska).